# Онгота (язык)
Язык онгота (самоназвание) или бира(й)ле (экзоним) — исчезающий язык на юго-западе Эфиопии. Был распространён среди народа онгота, который к началу XXI века в основном перешёл на язык цамакко. По состоянию на 2008 г. в Эфиопии насчитывалось всего 6 носителей данного языка.
Классификация онгота неясна: Гарольд Флеминг относит его к отдельной ветви афразийских языков, тогда как у Сава и Тоско (Savà und Tosco 2003) он является восточнокушитским языком с нило-сахарским субстратом.
В языке онгота существуют постглоттализированные и фарингальные согласные. По морфологической структуре язык в основном является агглютинирующим. Глаголы спрягаются путём присоединения префиксальных местоимений: (kaata) ka-c’ak «я ел/ем/буду есть» (буквально: «(я) я-кушать»). Глагольные вид или время могут выражаться синтетически через тон или аналитически. Существительные имеют несколько падежей, передаваемых через суффиксы.